# 竹村文彦
竹村 文彦（たけむら ふみひこ、1958年5月5日 - ）は、日本のスペイン文学者。

## 略歴
長野県茅野市出身。
- 長野県諏訪清陵高等学校卒業。
- 1982年 東京外国語大学スペイン語科卒業。
- 1987年 同大学大学院ロマンス言語専攻博士課程修了[1]。
- 1994年 東京大学教養学部助教授。
- 2007年 同大学大学院総合文化研究科准教授。
- 2016年 同大学大学院教授。

## 著書

### 共編著
- 『西和中辞典』小学館 1989年
- 『世界の歴史と文化　スペイン』新潮社 1992年
- 『世界文学大事典』集英社 1996年
- 『初歩のスペイン語 ’13』坂田幸子共編著 放送大学教育振興会 2013年

### 翻訳
- 『泥の子供たち ロマン主義からアヴァンギャルドへ』オクタビオ・パス 水声社 1994年
- 『スペイン中世・黄金世紀文学選集 6 ピカレスク小説名作選』ケベード他 牛島信明共訳　国書刊行会 1997年
- 『ボルヘスの「神曲」講義』ホルヘ・ルイス・ボルヘス 国書刊行会 2001年